# Мацховрискари
Мацховрискари (груз. მაცხოვრისკარი, до 2010 года — Ганатлебискари) — село в Грузии, на территории Абашского муниципалитета края (мхаре) Самегрело-Верхняя Сванетия.

## География
Село находится в западной части Грузии, к востоку от реки Абаши, у северо-западной окраины города Абаша, административного центра муниципалитета. Абсолютная высота — 17 метров над уровнем моря.

## Население
По результатам официальной переписи населения 2014 года в Мацховрискари проживало 614 человек (281 мужчина и 333 женщины). В национальной структуре населения грузины составляли 99,5 %.
| Год  | Население, человек |
| ---- | ------------------ |
| 2002 | 770                |
| 2014 | ↘ 614              |